# Cyclopinoides longicornis
Cyclopinoides longicornis är en kräftdjursart som först beskrevs av Boeck 1872.  Cyclopinoides longicornis ingår i släktet Cyclopinoides och familjen Cyclopinidae. Arten är reproducerande i Sverige. Inga underarter finns listade i Catalogue of Life.